# Stenotritus greavesi
Stenotritus greavesi är en biart som först beskrevs av Rayment 1930.  Stenotritus greavesi ingår i släktet Stenotritus och familjen Stenotritidae. Inga underarter finns listade i Catalogue of Life.

## Bildgalleri

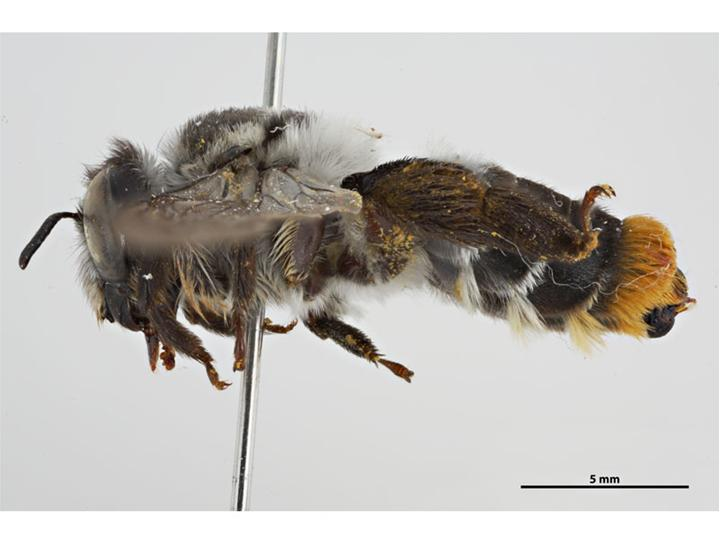
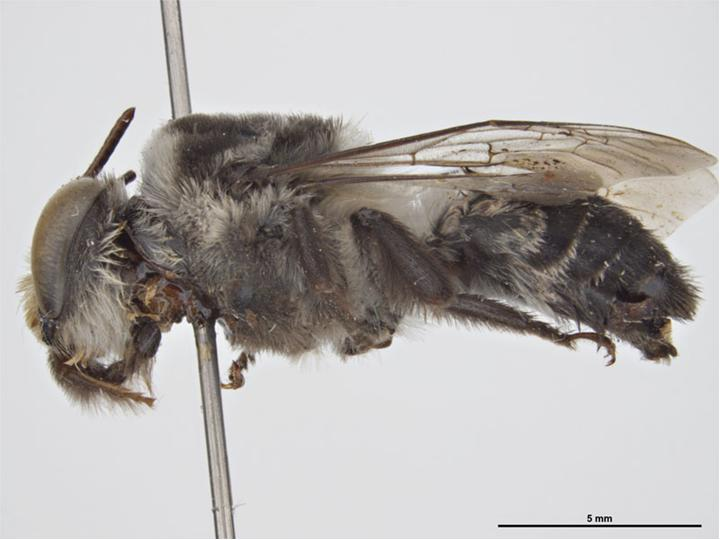